# Henk Bodewes
Henk Bodewes (Groningen, 21 januari 1954 – aldaar, 26 juli 2004) was een Nederlands voetbaltrainer.
Bodewes speelde in de jeugd bij Be Quick 1887 en FC Groningen maar kwam als senior alleen in het amateurvoetbal uit. Bij VV Actief in de derde klasse was hij speler-trainer en jeugdtrainer. Daarnaast was hij aanvankelijk leraar op het Henri Daniel Guyot Instituut. In 1982 werd hij op achtentwintigjarige leeftijd hoofdtrainer van VV Appingedam dat net naar de Hoofdklasse gepromoveerd was. In 1986 voetbalde hij daarnaast bij ZVZ en werd hij assistent en trainer van het tweede team bij BV Veendam. 
Hij trainde CVV Oranje Nassau en DIO Groningen. Met DIO werd hij in 1991 kampioen in de tweede klasse. Bodewes boekte zijn grootste successen bij VV Appingedam waarmee hij zowel in 1995 als 1996 de Hoofdklasse B won. In 1997 werd hij trainer van BV Veendam dat uitkwam in de Eerste divisie. Hij werd daar in oktober 1998 na een conflict met technisch directeur Henk Nienhuis ontslagen. Hij trainde hierna SVBO en deed een periode ontwikkelingswerk in Kenia. Bodewes werd in 1999 actief in de jeugdopleiding van het Zuid-Afrikaanse Ajax Cape Town onder Leo van Veen. In 2000 volgde hij Van Veen op als hoofdtrainer bij de club die uitkwam in de NSL Premiership. In Afrika werd Bodewes gediagnosticeerd met lymfeklierkanker. Hij keerde terug naar Nederland voor behandeling en in zijn afwezigheid won Ajax Cape Town de League Cup. In januari 2001 keerde hij terug maar in maart werd zijn contract ontbonden. Bodewes overleed in 2004 op vijftigjarige leeftijd aan deze ziekte.